# Belubula River
Belubula River är ett vattendrag i Australien. Det ligger i delstaten New South Wales, i den sydöstra delen av landet, omkring 260 kilometer väster om delstatshuvudstaden Sydney.
Trakten runt Belubula River består till största delen av jordbruksmark. Runt Belubula River är det mycket glesbefolkat, med 4 invånare per kvadratkilometer. Genomsnittlig årsnederbörd är 792 millimeter. Den regnigaste månaden är februari, med i genomsnitt 156 mm nederbörd, och den torraste är oktober, med 32 mm nederbörd.